# گوک‌خان قلیچ
گوک‌خان قلیچ (به ترکی استانبولی: Gökhan Kılıç}} یک وزنه‌بردار در ترکیه است.